# Agencia Notarial de Certificación
La Agencia Notarial de Certificación (ANCERT) es una entidad constituida por el Consejo General del Notariado (CGN) de España inicialmente como INTI, Instituto Notarial de Tecnologías de Información, dedicada a la provisión de servicios a los más de 3.000 notarios españoles, y a la prestación de servicios de certificación necesarios para garantizar la seguridad, validez y eficacia de la emisión y recepción de comunicaciones y documentos a través de técnicas y medios electrónicos, informáticos y telemáticos (EIT) en las relaciones que se produzcan entre personas físicas y jurídicas.
La Ley 24/2001, de 27 de diciembre, de Medidas Fiscales, Administrativas y del Orden Social, estableció en su disposición Adicional vigésimo sexta, la obligación de que el CGN se constituyera en Prestador de Servicios de Certificación, pudiendo celebrar a estos efectos los oportunos contratos.
Asimismo, la Ley 24/2001 impuso a los notarios la obligación de contar con los sistemas telemáticos precisos para la emisión, transmisión, comunicación y recepción de la información, así como la obligación de disponer de una firma electrónica con carácter de avanzada (hoy denominada firma electrónica reconocida según la Ley 59/2003) que reúna determinados requisitos en su obtención.
Así, el CGN ha contratado a ANCERT los medios técnicos necesarios para que aquel se constituya como Prestador de Servicios de Certificación en los términos legalmente vigentes, permitiendo de este modo que el CGN pueda proveer a los notarios de una firma electrónica reconocida que, reuniendo todos y cada uno de los requisitos legales, permita a aquellos cumplir con la obligación de disponer de dicho instrumento técnico que colabora en el desempeño de la función notarial, posibilitando, asimismo, a los notarios su comunicación y acceso telemático a la Administración.

## Historia
La primera institución especializada en Certificación y Firma Electrónica, en la que participaron los Notarios y Corredores de Comercio (fedatarios públicos cuya profesión se integró en la de los notarios, en España, en el año 2000), fue FESTE, la Fundación para el Estudio de la Seguridad de las Telecomunicaciones. Esta Fundación, presidida por D. Miquel Roca y dirigida por D. Julián Inza comenzó a prestar servicios de certificación en 1998.
La Agencia Notarial de Certificación (ANCERT), antes el Instituto Notarial para las Tecnologías de la Información (INTI), fue constituida en España en julio de 2002 por el Consejo General del Notariado (CGN) de España con el objetivo de poner en práctica el ambicioso plan de modernización tecnológica del notariado español. Es titularidad al cien por cien del Consejo General del Notariado.
Desde el 20 de marzo de 2004, ANCERT emite certificados electrónicos reconocidos ante notario a personas físicas, personas jurídicas, corporaciones privadas y corporaciones de Derecho Público cumpliendo con todos los requisitos impuestos por la Ley 59/2003 de 19 de diciembre de Firma Electrónica.
Las actividades de ANCERT se integran en la estrategia del Consejo General del Notariado y se orientan a la creación de nuevos servicios, la gestión de la plataforma PKI (Infraestructura de clave pública) para la Firma Electrónica Reconocida Notarial y a la innovación tecnológica de carácter estratégico o inexistente en el mercado. Sus resultados se dirigen a proporcionar un mejor servicio a las notarías y, por extensión, a la sociedad en su conjunto.

## Servicios oficiales de PKI
Como agencia dedicada a la emisión de certificados ANCERT ofrece diversos productos y servicios relacionados con PKI (Infraestructura de clave pública) y la firma electrónica reconocida:
- Emisión de certificados notariales: Se emiten conforme a los requerimientos de la Ley 59/2003 de 19 de diciembre de Firma Electrónica. Se trata de certificados electrónicos reconocidos emitidos ante notario, tanto a personas físicas como jurídicas, en nombre propio o representación.
- Servicio de Sellado de Tiempo: El Sellado de tiempo proporciona a una empresa los mecanismos necesarios para garantizar la existencia de cualquier archivo electrónico, transacción o comunicación antes de una fecha, garantizando además la integridad de los datos a partir de ese instante.
- Servicio de Hosting: Permite a cualquier empresa privada, pública, o colegio profesional crear su propia Autoridad de Certificación o disponer de una Autoridad de Registro para la gestión de sus certificados electrónicos.